# ساولوس ریتر
ساولوس ریتر (لیتوانیایی: Saulius Ritter؛ زادهٔ ۲۳ اوت ۱۹۸۸) یک قایقران روئینگ اهل لیتوانی است.
وی در مسابقات کشوری و بین‌المللی در مجموع برندهٔ ۳ مدال طلا، ۳ مدال نقره، ۱ مدال برنز شده‌است.